# Franjo Punčec
Franjo Punčec (Čakovec, 22. studenog 1913. – Johannesburg, 5. siječnja 1985.), hrvatski tenisač, državni reprezentativac. Svjetski teniski as i jedan od najboljih hrvatskih sportaša 20. stoljeća.
Tenis je počeo igrati na terenima Čakovečkog sportskog kluba, a prvi trener bio mu je Geza Legenstein. Već 1931. godine bio je juniorski prvak Jugoslavije. Seniorski prvak i prvi tenisač na državnoj rang-listi bio je od 1933. do 1940. godine. S Josipom Paladom bio je prvak u parovima 1934. i 1936. godine. Franjo Punčec bio je prvi hrvatski tenisač na svjetskoj rang-listi, na kojoj je 1939. godine dospio na četvrto mjesto.
Franjo Punčec bio je član teniske sekcije HSK Concordia u Zagrebu. Bio je član reprezentacije Jugoslavije, koja je 1939. godine osvojila prvo mjesto u europskoj zoni Davis cupa. Za Davis cup reprezentaciju igrao je 26 puta i po broju pobjeda najuspješniji je pojedinac. Dvaput, 1938. i 1939. godine, bio je polufinalist Wimbledona, izgubivši oba puta od budućeg pobjednika. Pobijedio je na međunarodnom turniru u Monte Carlu i međunarodnom prvenstvu Skandinavije 1938., međunarodnom prvenstvu Indije 1940. i međunarodnom prvenstvu Egipta 1948. godine. Od 1947. godine živio je u Kairu, a potom sve do svoje smrti 1985. godine u Johannesburgu.
Njegovim se imenom zove teniski klub u Čakovcu.

## Vanjske poveznice
- Životopis Franje Punčeca u Hrvatskom biografskom leksikonu
- Punčec kao dio povijesti tenisa u Čakovcu

|  |  |  |  |